# Доровица (деревня)
 Доровица — деревня в Павинском районе Костромской области. Входит в состав Петропавловского сельского поселения

## География
Находится в северо-восточной части Костромской области на расстоянии приблизительно 18 км на восток по прямой от села Павино, административного центра района.

## История
В 1859 году здесь было учтено 13 дворов.

## Население
Численность постоянного населения составляла 85 человек (1859), 76 в 2002 году (русские 99 %), 37 в 2022.